# Nazionale maschile di rugby a 15 del Ruanda
La nazionale di rugby XV del Ruanda è inclusa nel terzo livello del rugby internazionale.